# Stéphane Poulhiès
Stéphane Poulhiès, né le 26 juin 1985 à Albi, est un coureur cycliste français. Professionnel depuis 2006, il termine sa carrière en 2017 dans l'équipe continentale Armée de terre.

## Biographie
Chez les amateurs, Stéphane Poulhiès remporte une étape du Tour du Haut-Anjou, de la Ronde de l'Isard d'Ariège et du Tour du Béarn. Il s’adjuge également le Trophée Midi-Pyrénées espoirs.
Il devient professionnel en 2006 dans l'équipe AG2R Prévoyance. En 2010, il rejoint l'équipe Saur-Sojasun, puis en 2013 Cofidis.
Le 1er août 2014, Cofidis annonce qu'elle se sépare de Stéphane Poulhiès à la fin de sa saison 2014. En fin d'année il s'engage avec l'Occitane CF.
Ses bonnes performances de l'année 2015 permettent à Stéphane Poulhiès de signer un contrat avec l'équipe continentale française Armée de terre et de retrouver le peloton des coureurs professionnels,.
En juillet 2017, il est présélectionné par Cyrille Guimard pour participer aux championnats d'Europe de cyclisme sur route.
Il met un terme à sa carrière de coureur professionnel à l'issue de la saison 2017. Il rejoint la police nationale et continue à courir pour la plaisir chez les amateurs avec l'Occitane CF et le Albi VS.

## Palmarès
- Amateur
  - 1998-2001 : 51 victoires[7]
- 2002
  - 3e de La Bernaudeau Junior
- 2004
  - 1re étape du Tour du Béarn
- 2005
  - 1re étape du Triptyque des Monts et Châteaux
  - 3e étape de la Ronde de l'Isard d'Ariège
  - 2e du Circuit des Vins du Blayais
  -  Médaillé d'argent de la course en ligne des Jeux méditerranéens
  - 2e du championnat de France sur route espoirs
- 2006
  - 1re étape du Tour du Haut-Anjou
- 2007
  - 1re étape du Tour de l'Avenir
- 2010
  - Prologue du Tour Alsace  (contre-la-montre par équipes)
  - 1re étape du Tour de l'Ain
- 2011
  - 4e étape de l'Étoile de Bessèges
  - 2e du Circuit de Getxo
- 2012
  - 5ea étape de l'Étoile de Bessèges
  - 1re étape de la Route du Sud
  - 3e du Grand Prix d'Isbergues
- 2015
  - Tour du Canton du Pays Dunois
  - Grand Prix d'ouverture d'Albi
  - Grand Prix de Rodez
  - 5e étape de l'Essor breton
  - Tour de Gironde :
    - Classement général
    - 3e étape

  - 3e étape du Tour d'Eure-et-Loir
  - Nocturne d'Albi
  - Tour de la Creuse
  - Vassivière-Feytiat
  - 1re étape du Kreiz Breizh Elites
  - Course des Fêtes de Tura d'Olot
  - 2e du Grand Prix d'ouverture Pierre Pinel
  - 2e du Trophée des Bastides
  - 2e du Tour de la Dordogne
  - 3e du Kreiz Breizh Elites
- 2017
  - 3e du Grand Prix d'ouverture Pierre-Pinel
- 2018
  - Trophée des Bastides
  - Nocturne d'Albi
  - Nocturne de Lourdes
  - Cursa Festa Major Sants
  - 2e du Grand Prix d'ouverture Pierre-Pinel
  -  Médaillé d'argent du championnat du monde militaires par équipes[8]
  - 3e du Tour de la Pharmacie Centrale
  - 3e du Grand Prix de la Pharmacie Centrale
  -  Médaillé de bronze du championnat du monde militaires sur route[8]

## Résultats sur les grands tours

### Tour d'Espagne
2 participations 
- 2008 : 128e
- 2013 : 138e

## Classements mondiaux
| Année           | 2005 | 2006 | 2007 | 2008 | 2009 | 2010 | 2011 | 2012 | 2013 | 2014 | 2015 | 2016   | 2017   |
| --------------- | ---- | ---- | ---- | ---- | ---- | ---- | ---- | ---- | ---- | ---- | ---- | ------ | ------ |
| UCI Europe Tour | 525e |      |      |      |      | 368e | 95e  | 54e  | 507e | 442e | 194e | 1 235e | 1 443e |